# Chemical Science
Chemical Science (abreviatura Chem. Sci.) és una nova revista científica dedicada a la publicació de resultats important en tots els camps de la química química. És publicada des del 2010 per la Royal Society of Chemistry britànica i, a partir del gener del 2015, està disponible en línia gratuïtament. El seu factor d'impacte és elevat, 9,211 el 2014. Ocupa la 10a posició de qualitat de revistes dedicades a la química en general en el rànquing SCImago.
Chemical Science és una innovadora revista dedicada a les troballes d'importància excepcional amb un enfocament rupturista amb la tradició. La revista ofereix als autors la llibertat i flexibilitat per publicar més extensos relats dels seus treballs d'investigació sense restriccions de pàgina